# Korean Journal of Ophthalmology
Korean Journal of Ophthalmology (skrót: KJO, Korean J Ophthalmol) – koreańskie czasopismo okulistyczne. Anglojęzyczny organ Koreańskiego Towarzystwa Okulistycznego. Dwumiesięcznik.
Pierwsze wydanie ukazało się w 1987 dzięki staraniom Katedry Okulistyki Narodowego Uniwersytetu Seulskiego. W 1998 tytuł trafił pod nadzór Koreańskiego Towarzystwa Okulistycznego, a w 2001 stał się jego oficjalnym pismem. Z biegiem lat tytuł zaczął ukazywać się w coraz krótszym cyklu wydawniczym (od 2005 jako kwartalnik, a od 2010 jako dwumiesięcznik). 
Czasopismo jest recenzowane i publikuje w otwartym dostępie. Ukazują się tu prace dotyczące wszystkich obszarów okulistyki oraz nauki o widzeniu w zakresie zarówno badań podstawowych, jak i klinicznych (w szczególności: obserwacje kliniczne, nowe metody diagnostyczne, techniki chirurgiczne, metody leczenia i wyniki badań klinicznych). Redaktorem naczelnym czasopisma jest Sang In Khwarg (Narodowy Uniwersytet Seulski). Pismo nie posiada wskaźnika cytowań (impact factor).
W polskim wykazie czasopism punktowanych przez Ministerstwo Nauki i Szkolnictwa Wyższego artykuł w tym czasopiśmie otrzymuje 20 punktów (wg listy z 2019).
Czasopismo jest indeksowane w bazach PubMed, PubMed Central, Scopus, Google Scholar, CrossRef, KoreaMed, KoreaMed Synapse oraz KoMCI.